# Pascal Nemirovski
Pascal Nemirovski (nacido el 15 de enero de 1962) es un pianista francés.  En 1981, fue admitido en la Escuela Juilliard con una beca completa (Steinway & Freundlich Fund) y estudió con Nadia Reisenberg, alumna de Josef Hofmann y Adele Marcus, alumna de Josef Lhevinne. 
Como pedagogo, disfruta de una reputación internacional ofreciendo clases magistrales en todo el mundo y suele ser miembro del jurado en competiciones internacionales de piano.  Sus alumnos incluyen a los célebres pianistas Lise de la Salle y Louis Schwizgebel. 
De 2006 a 2016, enseñó en la Royal Academy of Music de Londres, donde en 2009 recibió un ARAM honorario.  En 2012, también se convirtió en profesor para el diploma de enseñanza LRAM de la Academia.  Desde 2011, ha enseñado en The Purcell School .  En 2015, fue nombrado profesor invitado en el Real Conservatorio de Birmingham, convirtiéndose en profesor y cátedra internacional de piano en septiembre de 2016.  Actualmente es profesor visitante en los conservatorios de Shanghái y Cantón en China. 
También imparte clases en varios festivales de música de verano, como Edwin Fischer Sommerakademie (Alemania), MusicAlp (Francia), Music Fest Perugia (Italia) y Cadenza Summer School (Reino Unido).  También es el director Artístico de "Concours International de Piano Antoine de Saint-Exupéry". En 2023 es nombrado Director Artístico y Presidente del Concurso Internacional de Piano de Madrid. Pascal Nemirovski es un artista de Steinway. 